# 河内村立生板中学校
河内村立生板中学校（かわちそんりつ まないたちゅうがっこう）は、茨城県稲敷郡河内村生板にあった公立中学校。

## 概要
1958年（昭和33年）の中学校の統合により廃校した。

## 沿革
- 1947年（昭和22年） - 開校[1]。
- 1958年（昭和33年）5月1日 - 源清田中学校、長竿中学校と統合して河内村立河内中学校創立[2]。